# Mały Klincz
Mały Klincz (dodatkowa nazwa w j. kaszub. Môłi Klińcz; niem. Klein Klinsch) – wieś kaszubska w Polsce na Pojezierzu Kaszubskim położona w województwie pomorskim, w powiecie kościerskim, w gminie Kościerzyna przy drodze wojewódzkiej nr .
W latach 1975–1998 miejscowość administracyjnie należała do województwa gdańskiego. Wieś stanowi sołectwo o powierzchni 635,49 ha.